# Lövsjön (Kila socken, Södermanland)
Lövsjön är en sjö i Norrköpings kommun och Nyköpings kommun i Södermanland och ingår i Kilaåns huvudavrinningsområde. Sjön är 3,9 meter djup, har en yta på 1,45 kvadratkilometer och befinner sig 84 meter över havet. Sjön avvattnas av vattendraget Vretaån. Vid provfiske har bland annat abborre, gers, gädda och mört fångats i sjön.

## Delavrinningsområde
Lövsjön ingår i det delavrinningsområde (650853-153870) som SMHI kallar för Utloppet av Lövsjön. Medelhöjden är 93 meter över havet och ytan är 7,02 kvadratkilometer. Det finns inga avrinningsområden uppströms utan avrinningsområdet är högsta punkten. Vretaån som avvattnar avrinningsområdet har biflödesordning 2, vilket innebär att vattnet flödar genom totalt 2 vattendrag innan det når havet efter 46 kilometer. Avrinningsområdet består mestadels av skog (72 procent). Avrinningsområdet har 1,45 kvadratkilometer vattenytor vilket ger det en sjöprocent på 20,6 procent.

## Fisk
Vid provfiske har följande fisk fångats i sjön:
- Abborre
- Gärs
- Gädda
- Mört
- Sarv